# Varín
Varín este o comună slovacă, aflată în districtul Žilina din regiunea Žilina, pe malul râului Varínka⁠(d). Localitatea se află la altitudinea de 358 m deasupra n.m., se întinde pe o suprafață de 19,09 km2 și în 2017 număra 3.815 locuitori.

## Istoric
Localitatea Varín este atestată documentar din 1223.

## Demografie
| An:                | 1994 | 2004   | 2014   | 2024   |
| ------------------ | ---- | ------ | ------ | ------ |
| Număr de persoane: | 3212 | 3474   | 3766   | 3870   |
| Diferență:         |      | +8,15% | +8,40% | +2,76% |

| An:                | 2023 | 2024   |
| ------------------ | ---- | ------ |
| Număr de persoane: | 3886 | 3870   |
| Diferență:         |      | −0,41% |